# Макс Челич
Макс Юрай Челич (на хърватски: Maks Juraj Čelić) е хърватски футболист, който играе на поста централен защитник.

## Кариера
Челич е бивш играч на ХАШК Загреб, Вараждин, Горица, Лвов и АКР Месина.
На 12 януари 2023 г. Макс е обявен за ново попълнение на старозагорския Берое. Дебютира на 12 февруари при загубата с 1:4 като домакин на ЦСКА (София).

## Успехи
Вараждин
- Втора хърватска футболна лига (1): 2018/19